# Chance!
Singles de Tsukishima Kirari starring Kusumi Koharu (Morning Musume)
Happy
(2 mai 2007) Papancake
(16 juillet 2008)
Singles par Kira Pika / MilkyWay
Hana wo Pūn (...)
(1er août 2007) Anataboshi
(30 avril 2008)
Pour la mini-série diffusée en 2009, voir Chance! (série télévisée).
Chance! (チャンス！, Chansu!) est le quatrième single de Tsukishima Kirari starring Kusumi Koharu (Morning Musume) (月島きらり starring 久住小春 (モーニング娘。)).

## Présentation
Le single sort d'abord le 7 novembre 2007 au Japon dans une édition limitée, puis le 28 novembre dans son édition régulière, sur le label zetima. Il atteint la 9e place du classement des ventes de l'Oricon. L'édition limitée possède une pochette différente et une carte de collection en supplément. Il sort aussi au format "single V" (vidéo DVD contenant les clips vidéo de la chanson-titre et un making of). 
Il est chanté par Koharu Kusumi des Morning Musume incarnant Kirari Tsukishima, chanteuse de fiction héroïne de la série anime Kilari (Kirarin Revolution) doublée par Kusumi.
Les deux chansons du single servent de générique de début et de fin à la série : Chance! en est son 5e thème d'ouverture (épisodes 78 à 102), et la "face B" Ramutara en est son 8e thème de fin (épisodes 78 à 90). Elles figureront sur le second album de "Tsukishima Kirari", Kirarin Land qui sort le mois suivant, puis sur sa compilation Best Kirari de 2009. La chanson-titre sera adaptée en français dans la version française de la série, servant de générique de début à la deuxième saison.
Le prochain single en solo de la chanteuse, Papancake, sortira huit mois plus tard, mais elle sortira entre-temps le single Anataboshi en tant que membre du trio MilkyWay (son single précédent est Hana wo Pūn / Futari wa NS avec Kira Pika).

## Titres
| CD    | CD                                     | CD                                  | CD    | CD | CD | CD | CD | CD | CD |
| No    | Titre                                  | Paroles / Musique / Arrangements    | Durée |    |    |    |    |    |    |
| ----- | -------------------------------------- | ----------------------------------- | ----- | -- | -- | -- | -- | -- | -- |
| 1.    | Chance! (チャンス！)                   | 2°C / Tetsurō Oda / Masaki Iehara   | 3:36  |    |    |    |    |    |    |
| 2.    | Ramutara (ラムタラ)                    | 2°C / Yūya Saitō / Yūya Saitō       | 3:36  |    |    |    |    |    |    |
| 3.    | Chance! (Instrumental) (チャンス！...) | (...) / Tetsurō Oda / Masaki Iehara | 3:32  |    |    |    |    |    |    |
| 10:44 |                                        |                                     |       |    |    |    |    |    |    |

| 1. | Chance! (チャンス！)                      |  |
| 2. | Chance! (Dance Shot Ver.) (チャンス！...) |  |
| 3. | Making Eizō (メイキング映像)              |  |